# Petru Vodă, Neamț
Petru Vodă (în trecut, Gălbezeni și Văleni) este un sat în comuna Poiana Teiului din județul Neamț, Moldova, România.

## Mănăstirea Petru Vodă

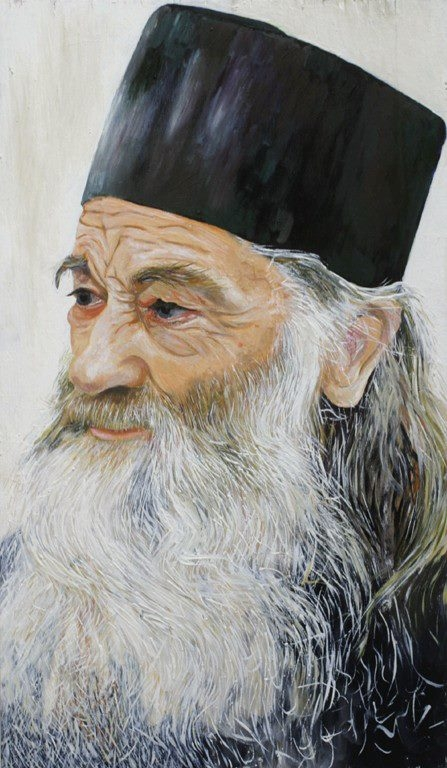
Părintele Iustin Pârvu - portret realizat de Paul Mecet

Mănăstirea Petru Vodă este o mănăstire ortodoxă, care aparține administrativ de Arhiepiscopia Iașilor.
Este cunoscută atât ca centru semnificativ de pelerinaj și turism ecumenic din zona Neamțului, precum și prin caracterul de memorial al martirilor din temnițele regimului comunist, implicarea socială și facilitarea asistenței medicale pe plan local.  De asemeni, numele ei este asociat unor personalități relevante din punct de vedere al ortodoxiei românești contemporane (Arhimandritul Iustin Pârvu, părintele Atanasie Ștefănescu, preotul Gheorghe Calciu-Dumitreasa) și culturii românești (poetul Radu Gyr) precum și implicării active în disputele naționale privitoare la pașapoartele biometrice și exploatarea gazelor de șist. Administrativ tutelează alte mănăstiri sau schituri – tot în zona Neamțului.

### Istoric
Lăcașul, având hramul Sfinții Arhangheli Mihail și Gavriil, a fost înființat în anul 1991 într-o poiană (Hașca) din Munții Stânișoarei de către Arhimandritul Iustin Pârvu, în amintirea celor care au suferit în detenție în timpul regimului comunist. Biserica din lemn a fost terminată în 1992. A fost pictată în perioada 1994-2000 în tehnică tempera de către pictorul Mihai Gabor în stil bizantin, atât în interior cât și în exterior.

### Repere
Accesul se face printr-un drum forestier, derivație din satul Petru Vodă situată pe parte stângă a direcției de mers, dinspre Poiana Largului spre Târgu Neamț.
Biserica este contruită din grinzi de lemn, pe o fundație de beton. Catapeteasma – realizată de Pantelimon Peiu din Târgu Neamț, este din stejar. O turlă octogonală prelungește în sus naosul. Intrarea în pridvor se face prin partea sudică, printr-o ușă sculptată în stejar.

### Metocuri
Mănăstirea Paltin – Petru Vodă
Este un mănăstire de călugărițe cu hramul Acoperămîntul Maicii Domnului înființat în 2003 pentru a deservi așezămintele sociale, situată mai jos la o mică distanță în punctul Buba. Biserica este lemn construită în stil maramureșean, are la interior pictura în stil bizantin, executată de soții  Purici (Doina și Ștefan) din Cernăuți.
Schitul Păstrăveni
Având hramul Sfânta Parascheva, a fost înființat în anul 2001 și se află în satul Rădeni din comuna Păstrăveni, județul Neamț.
Schitul Urecheni
Având hramul Ioan Hozevitul de la Neamț, a fost înființat în anul 2000 și se află în satul Urecheni din comuna Urecheni, județul Neamț.

### Valențe sociale, culturale și politice
Valențe sociale
În cadrul complexului format din cele două așezăminte – Petru Vodă și Paltin-Petru Vodă, există un azil de bătrâni (Sfântul Pantelimon), un orfelinat (Acoperământul Maicii Domnului) și un dispensar medical cu cabinete medicale de Medicină Generală și Stomatologie. Maicile de la Paltin au un laborator de preparare a unor remedii naturiste, prin prelucrarea plantelor medicinale. Conform declarațiilor mănăstirii, în echipa care asigură prepararea acestora lucrează medici, farmaciști și asistenți de medicină generală (remediile respective însă sunt comercializate în lipsa unui aviz de la Ministerul Sănătății și produse într-un laborator căruia îi lipsesc avizele legale).). Activitatea socială și medicală a tuturor acestor obiectivă este coordonată prin intermediul unei fundații, inițial numită Petru Vodă, actual redenumită după moartea starețului – în Justin Pârvu. Fundația mai deține și o editură de carte Editura Mănăstirii Petru Vodă și o revistă Atitudini
Personalități legate de Mănăstirea Petru Vodă
Cea mai cunoscută este Arhimandritul Iustin Pârvu, fost cunoscut duhovnic și stareț al mănăstirii și un important reprezentant al ortodoxiei românești contemporane.

Părintele Atanasie Ștefănescu, cel care potrivit actorului Dan Puric
„avea tonul lui Mihai Eminescu, inteligența lui Nae Ionescu și o bucată din sufletul lui Iustin Pârvu”
Cimitirul acestei mănăstiri este de asemeni loc de odihnă pentru preotul Gheorghe Calciu-Dumitreasa și pentru poetul Radu Gyr.
Atitudini
De numele Mănăstirii Petru Vodă sunt legate în ultimii ani, date privind implicarea activă în dispute naționale de tipul celei privind pașapoartele biometrice, sau exploatarea gazelor de șist. Astfel, prin vocea preotului călugăr Iustin Pârvu, au fost deseori exprimate poziții contrare ideii de introducerea a tipului respectiv de pașaport, chiar însuși secretarul acestuia – călugărul Filotheu Balan, participând la un moment dat la o dezbatere în Parlament pe această temă. În 2013, pe fondul unei mișcări mai ample de sprijin a mișcărilor anti – exploatare a gazelor de șist, călugării de la Petru Vodă au făcut un gest de solidaritate cu protestatarii de la Pungești anti – Chevron. Acesta s-a concretizat prin aducerea la locul protestelor a unei troițe simbol din cimitirul Mănăstirii Petru Vodă – anume pe aceea care a stat la căpătâiul unor luptători ai mișcării de rezistență anticomunistă.
De obștea mănăstirii sunt însă legate și cîteva momente controversate. Astfel, arhimandritul Iustin Pârvu a fost filmat în februarie 2009 și 2011 (iar filmele a fost ulterior larg accesibile publicului), în timp ce corul de maici de la Mănăstirea Paltinu îi cântau cu ocazia aniversărilor a 90 respectiv 92 de ani, cîntece legionare. În noiembrie 2013 la împlinirea a șapte ani de la înmormîntarea în cimitirul lăcașului a părintelui Gheorghe Calciu Dumitreasa, s-a consumat episodul deshumării osemintelor sale, lucru petrecut contrar  dispozițiilor sale testamentare. La scurt timp în ianuarie 2014 pe siteul lăcașului, un comunicat sub forma unei scrisori deschise – neasumate ulterior de mănăstire,  a adus serviciilor de informații acuzația că ar superviza și controla activitatea monahilor prin intermediul unor persoane infiltrate, cu scopul de a deteriora imaginea mănăstirii.

### Obiective turistice de vecinătate
- Piatra Teiului
- Bisericile de lemn din: Galu, Buna Vestire din Poiana Largului și Trei Ierarhi din Poiana Largului,  Pipirig
- Catedrala Munților din Pipirig

## Galerie foto
